# Jevgenij Shuklin
Jevgenij Shuklin (n. 23 noiembrie 1985, Glazov, RSFS Rusă, URSS) este un canoist ce a reprezentat Lituania, medaliat olimpic. A participat la o ediție a Jocurilor Olimpice (2012) în care a câștigat o medalie de argint.

## Participări
Lista de mai jos prezintă principalele competiții la care a participat Jevgenij Shuklin de-a lungul carierei.
- canoeing at the 2012 Summer Olympics – men's C-1 200 metres[*]